# 莫迪凯·丘比特·库克
莫迪凯·丘比特·库克（英語：Mordecai Cubitt Cooke，1825年7月12日—1914年11月12日）是一位英国植物学家、真菌学家，曾于邱园任职，1903年获倫敦林奈學會颁发的林奈奖章。